# Paseo Atocha

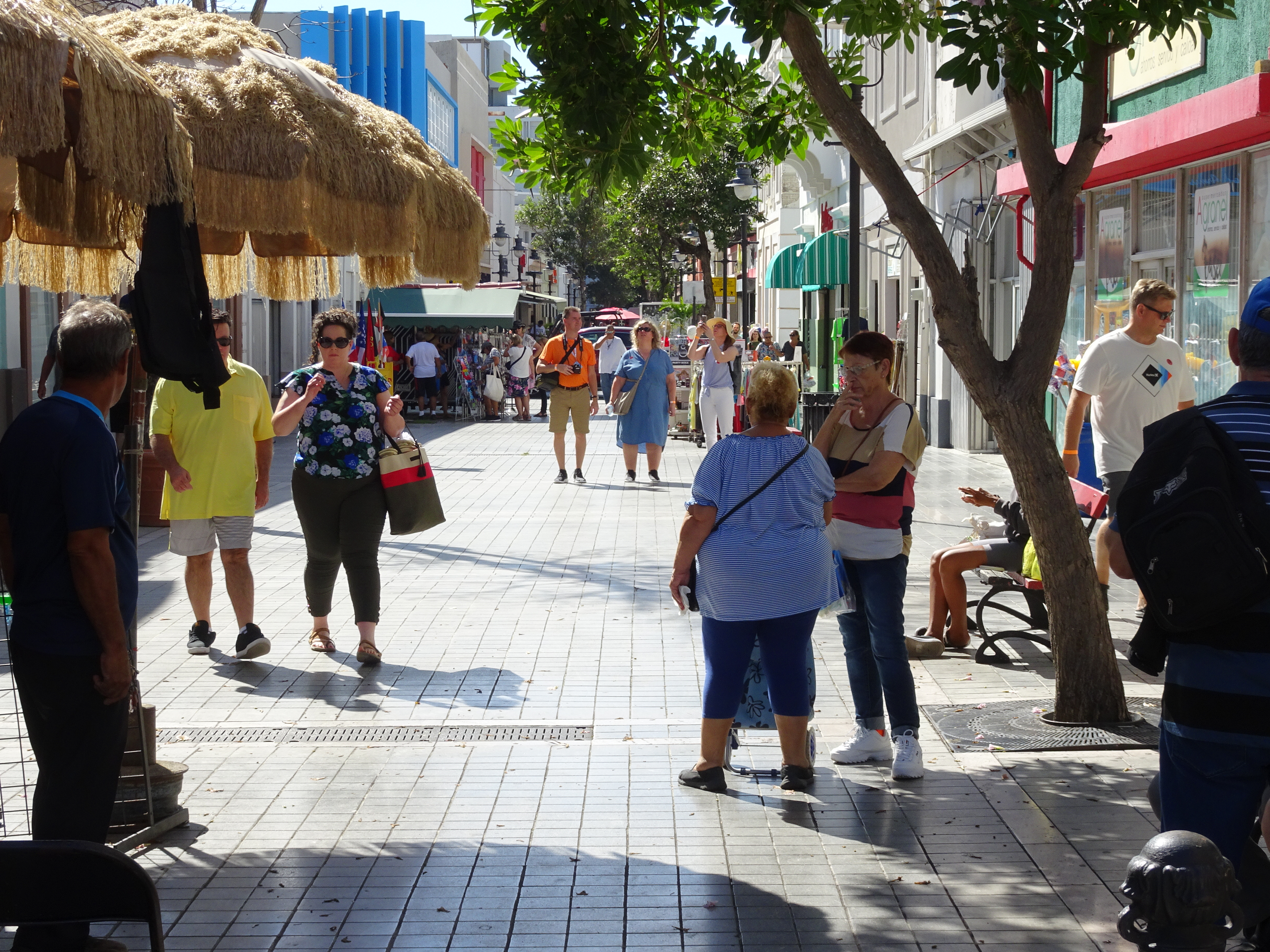
Paseo Atocha mirando al sur desde la calle Vives

Paseo Atocha es un  centro comercial  peatonal ubicado en la Zona Histórica de Ponce, un  distrito histórico de Ponce, Puerto Rico. Durante más de un siglo, la estrecha Calle Atocha fue un concurrido centro comercial abierto al tráfico  vehicular, pero abarrotado de compradores.. La congestión y la seguridad peatonal llevaron al gobierno municipal a cerrar al tráfico vehicular las dos cuadras de la Calle Atocha, desde la Calle Isabel hasta la Calle Vives. Años después, el cierre se amplió para incluir la cuadra de la Calle Vives hasta la Calle Victoria. Este último segmento coincide con el perímetro oeste de la histórica Plaza de Mercado Isabel II. Ya no es el bullicioso centro comercial que fue en su día, pero hoy en día sigue siendo frecuentado por compradores, aunque en un número mucho menor. Es visitado anualmente por miles de residentes y turistas y se considera uno de los principales lugares de interés de la ciudad.

## Historia
Desde principios del siglo XX, la calle Atocha fue la principal arteria comercial de Ponce. Fue la primera calle de la ciudad construida con la pendiente necesaria para que el agua de lluvia corriera libremente de los edificios y las aceras. A pesar de las modificaciones realizadas por muchos propietarios de edificios a lo largo de este tramo de la calle Atocha a lo largo de los años, varios edificios conservan las características originales de la arquitectura tradicional de Ponce, mientras que otros conservan el carácter tradicional de antaño. En 1991, como parte del plan Ponce en Marcha, el gobierno municipal de Ponce cerró la calle al tráfico vehicular y la convirtió en un paseo peatonal.

## Experiencias de Compra
El paseo marítimo es un lugar animado, donde los compradores pueden encontrar prácticamente cualquier cosa que necesiten. Hay muchas tiendas de ropa, joyería, electrónica, recuerdos, etc., y restaurantes. Muchos comerciantes tienen puestos o expositores a lo largo del paseo. La mayoría de las tiendas ofrecen productos con descuento. La policía está apostada en cada cuadra del paseo, lo que lo hace bastante seguro.
Paseo Atocha también incluye la Casa Vives, de propiedad privada, la única estructura histórica incluida en el Programa del Registro Nacional de Lugares Históricos del Servicio de Parques de los Estados Unidos ubicada dentro de Paseo Atocha.

## Planes futuros
En un intento por hacer que  el centro sea más atractivo para turistas y negocios, la ciudad planeó instalar un techo de cristal reforzado y un sistema de aire acondicionado sobre el Paseo. La construcción estaba prevista para comenzar en 2009. La idea era algo que la ciudad había estado considerando durante las últimas dos décadas. Se espera que cueste 5 millones  dólar estadounidense. Se espera que el techo de cristal haga que el Distrito Histórico de Ponce sea más atractivo tanto para turistas como para residentes locales. Al mismo tiempo, las autoridades esperan que atraiga a nuevos visitantes a la zona, permitiendo que los negocios amplíen su horario de atención, impulsando así la economía del centro y estimulando la vida nocturna.